# Panamerikanische Spiele 2011/Leichtathletik – Hammerwurf der Frauen
Der Hammerwurf der Frauen bei den Panamerikanischen Spielen 2011 fand am 24. Oktober im Telmex Athletics Stadium in Guadalajara statt.
14 Athletinnen aus elf Ländern nahmen an dem Wettbewerb teil. Die Goldmedaille gewann Yipsi Moreno mit 75,62 m, was auch ein neuer Rekord der Panamerikanischen Spiele war. Silber ging an Sultana Frizell mit 70,11 m und die Bronzemedaille sicherte sich Amber Campbell mit 69,93 m.

## Rekorde
Vor dem Wettbewerb galten folgende Rekorde:
| Weltrekord        | Betty Heidler | 79,42 m | Halle (Saale), Deutschland                           | 21. Mai 2011  |
| Rekord der Spiele | Yipsi Moreno  | 75,20 m | Panamerikanische Spiele in Rio de Janeiro, Brasilien | 23. Juli 2007 |

## Ergebnis
24. Oktober 2011, 14:25 Uhr
| Platz | Athletin          | Land                | 1. Versuch | 2. Versuch | 3. Versuch | 4. Versuch                                  | 5. Versuch                                  | 6. Versuch                                  | Weite (m) |
| ----- | ----------------- | ------------------- | ---------- | ---------- | ---------- | ------------------------------------------- | ------------------------------------------- | ------------------------------------------- | --------- |
|       | Yipsi Moreno      | Kuba                | 73,67      | x          | x          | x                                           | x                                           | 75,62                                       | 75,62 PR  |
|       | Sultana Frizell   | Kanada              | 65,09      | x          | 66,96      | 68,90                                       | 70,11                                       | 25,74                                       | 70,11     |
|       | Amber Campbell    | Vereinigte Staaten  | 66,54      | x          | x          | 69,93                                       | x                                           | x                                           | 69,93     |
| 4     | Arasay Thondike   | Kuba                | 68,88      | x          | x          | x                                           | x                                           | 64,97                                       | 68,88     |
| 5     | Keelin Godsey     | Vereinigte Staaten  | 67,84      | 65,06      | x          | 67,24                                       | 62,61                                       | 61,41                                       | 67,84     |
| 6     | Jennifer Dahlgren | Argentinien         | x          | 65,99      | x          | x                                           | 67,11                                       | x                                           | 67,11     |
| 7     | Odette Palma      | Chile               | x          | x          | 63,69      | x                                           | x                                           | 64,79                                       | 64,79     |
| 8     | Rosa Rodríguez    | Venezuela           | 64,07      | 64,78      | x          | x                                           | x                                           | 63,08                                       | 64,78     |
| 9     | Josiane Soares    | Brasilien           | 59,73      | x          | 61,47      | nicht im Finale der besten acht Werferinnen | nicht im Finale der besten acht Werferinnen | nicht im Finale der besten acht Werferinnen | 61,47     |
| 10    | Crystal Smith     | Kanada              | x          | 60,26      | x          | nicht im Finale der besten acht Werferinnen | nicht im Finale der besten acht Werferinnen | nicht im Finale der besten acht Werferinnen | 60,26     |
| 11    | Althea Charles    | Antigua und Barbuda | 52,86      | 56,89      | 59,49      | nicht im Finale der besten acht Werferinnen | nicht im Finale der besten acht Werferinnen | nicht im Finale der besten acht Werferinnen | 59,49 PB  |
| 12    | Eli Moreno        | Kolumbien           | x          | 56,91      | 59,23      | nicht im Finale der besten acht Werferinnen | nicht im Finale der besten acht Werferinnen | nicht im Finale der besten acht Werferinnen | 59,23     |
| 13    | Natalie Grant     | Jamaika             | x          | x          | 57,73      | nicht im Finale der besten acht Werferinnen | nicht im Finale der besten acht Werferinnen | nicht im Finale der besten acht Werferinnen | 57,73     |
| 14    | Zuleyma Mina      | Ecuador             | 57,16      | x          | 56,72      | nicht im Finale der besten acht Werferinnen | nicht im Finale der besten acht Werferinnen | nicht im Finale der besten acht Werferinnen | 57,16     |

Zeichenerklärung:
– = Versuch ausgelassen, x = Fehlversuch